# Sarah Louise Rung
Sarah Louise Rung (* 8. Oktober 1989 in Stavanger) ist eine norwegische Schwimmerin, die beim Madla Svømmeklubb in Stavanger trainiert.
Seit 2008 ist Rung infolge einer fehlgeschlagenen Rückenoperation im Universitätskrankenhaus Haukeland in Bergen querschnittgelähmt. 2010 gewann sie bei den Schwimmweltmeisterschaften der Behinderten im niederländischen Eindhoven eine Silbermedaille über 100 m Freistil und drei Goldmedaillen über jeweils 50 m Schmetterling und 200 m Freistil sowie in neuer Weltrekordzeit (Klasse SB 4) von 1:52,64 min über 100 m Brust. In allen vier Disziplinen stellte sie dabei einen neuen norwegischen Landesrekord auf.
Bei den IPC-Schwimmeuropameisterschaften 2011 in Berlin holte sie die Titel über 200 m Lagen und in neuer Weltrekordzeit von 1:48,42 min über 100 m Brust.
Bei ihrer ersten Teilnahme an der Paralympics 2012 in London errang die Schwimmerin über 50 m Schmetterling und 200 m Freistil zwei Gold- sowie über 200 m Lagen und 100 m Brust zwei Silbermedaillen. Im gleichen Jahr wurde sie als erste Behindertensportlerin mit der Aftenposten-Goldmedaille geehrt.
Bei der Sportgala (Idrettsgallaen) des Norwegischen Sportverbandes wurde Rung in Hamar 2011 und 2012 zur Behindertensportlerin des Jahres (Årets kvinnelige funksjonshemmede idrettsutøver) gekürt. Neben der Kategorie Behindertensportlerin des Jahres ist sie zur Sportgala 2013 zum zweiten Mal in Folge in der Hauptkategorie Sportler des Jahres (Årets navn) nominiert.